# Championnat de Chypre de football 1969-1970
Navigation
Saison précédente Saison suivante
La saison 1969-1970 du Championnat de Chypre de football était la 32e édition officielle du championnat de première division à Chypre. Les douze meilleurs clubs du pays se retrouvent au sein d'une poule unique, la Cypriot First Division, où ils s'affrontent 2 fois, à domicile et à l'extérieur. En fin de saison, le dernier du classement est relégué en deuxième division et remplacé par le champion de D2.
C'est le club de l'EPA Larnaca qui remporte le 3e titre de champion de Chypre de son histoire. Ce championnat est l'un des plus disputés de l'histoire : l'EPA devance le Pezoporikos Larnaca et l'Omonia Nicosie à la différence de buts puisque les 3 clubs ont terminé à égalité en tête du championnat. Le tenant du titre, l'Olympiakos Nicosie, a pris part au championnat grec, qu'ils ont terminé à la 17e place : ils retrouveront le championnat chypriote la saison prochaine.
Comme la saison dernière, l'EPA Larnaca, vainqueur du championnat, obtient le droit de participer au Championnat de Grèce de football, au même titre que n'importe quel club grec (en cas de relégation sportive, il retrouve la première division chypriote).

## Les 12 clubs participants
| - ASIL Lysi - AEL Limassol - APOEL Nicosie - Omonia Nicosie - Aris Limassol - EPA Larnaca | - Alki Larnaca - Pezoporikos Larnaca - Anorthosis Famagouste - Nea Salamina - Apollon Limassol - EN Paralimni - Promu de D2 |

## Compétition

### Classement
Le barème utilisé pour établir le classement est le suivant :
- Victoire : 2 points
- Match nul : 1 point
- Défaite : 0 point

| Rang | Équipe                   | Pts | J  | G  | N | P  | Bp | Bc | Diff |
| ---- | ------------------------ | --- | -- | -- | - | -- | -- | -- | ---- |
| 1    | EPA Larnaca              | 31  | 22 | 12 | 7 | 3  | 46 | 18 | +28  |
| 2    | Pezoporikos Larnaca C    | 31  | 22 | 13 | 5 | 4  | 28 | 12 | +16  |
| 3    | Omonia Nicosie           | 31  | 22 | 12 | 7 | 3  | 31 | 16 | +15  |
| 4    | APOEL Nicosie            | 23  | 22 | 9  | 5 | 8  | 35 | 32 | +3   |
| 5    | Anorthosis Famagouste -1 | 22  | 22 | 8  | 7 | 7  | 27 | 25 | +2   |
| 6    | Nea Salamina             | 21  | 22 | 6  | 9 | 7  | 26 | 24 | +2   |
| 7    | AEL Limassol             | 19  | 22 | 5  | 9 | 8  | 24 | 25 | -1   |
| 8    | Apollon Limassol -1      | 19  | 22 | 6  | 8 | 8  | 23 | 25 | -2   |
| 9    | ASIL Lysi                | 19  | 22 | 5  | 9 | 8  | 14 | 24 | -10  |
| 10   | EN Paralimni P           | 18  | 22 | 7  | 4 | 11 | 20 | 32 | -12  |
| 11   | Alki Larnaca             | 17  | 22 | 7  | 3 | 12 | 25 | 36 | -11  |
| 12   | Aris Limassol            | 11  | 22 | 1  | 9 | 12 | 10 | 40 | -30  |

|  | Qualification pour la Coupe des clubs champions 1970-1971 Participation au championnat de Grèce de football 1970-1971 |
|  | Qualification pour la Coupe des Coupes 1970-1971                                                                      |
|  | Relégation directe en deuxième division                                                                               |
|  | T : Tenant du titre C : Vainqueur de la Coupe de Chypre P : Promu de deuxième division                                |

## Bilan de la saison
| Championnat de Chypre de football 1969-1970 |                        |
| Champion                                    | EPA Larnaca (3e titre) |
| Coupes et trophées                          |                        |
| Vainqueur de la Coupe de Chypre 1969-1970   | Pezoporikos Larnaca    |
| Qualifications continentales                |                        |
| Coupe des clubs champions 1970-1971         | EPA Larnaca            |
| Coupe des Coupes 1970-1971                  | Pezoporikos Larnaca    |
| Promotions et relégations                   |                        |
| Promus en Cypriot First Division            | Digenis Morphou        |
| Relégués en Cypriot Second Division         | Aris Limassol          |